# Deadman Wonderland
Deadman Wonderland (jap. デッドマンワンダーランド Deddoman Wandārando) – shōnen-manga napisana przez Jinseia Kataokę i zilustrowana przez Kazumę Kondō. Kolejne rozdziały były publikowane w magazynie Shōnen Ace wydawnictwa Kadokawa Shoten od 2007 roku.
Na podstawie mangi powstało anime fabularnie obejmujące pierwsze 21 rozdziałów.

## Fabuła
Głównym bohaterem jest Ganta Igarashi. Pewnego dnia, podczas lekcji, widzi podejrzanego człowieka, który zabija jego całą klasę, a jego dziwnie pozostawia przy życiu. Igarashi zostaje niesłusznie oskarżony o morderstwo 29 osób i trafia do Deadman Wonderland, gdzie będzie musiał walczyć o życie, jako atrakcja turystyczna.

## Manga
| Nr | Język japoński       | Język japoński         | Język polski         | Język polski           |
| Nr | Data wydania         | ISBN                   | Data wydania         | ISBN                   |
| -- | -------------------- | ---------------------- | -------------------- | ---------------------- |
| 1  | 21 września 2007     | ISBN 978-40-47139-74-9 | 26 czerwca 2014      | ISBN 978-83-64508-17-2 |
| 2  | 20 grudnia 2007      | ISBN 978-40-47150-14-0 | 26 sierpnia 2014     | ISBN 978-83-64508-18-9 |
| 3  | 22 maja 2008         | ISBN 978-40-47150-65-2 | 24 października 2014 | ISBN 978-83-64508-19-6 |
| 4  | 22 października 2008 | ISBN 978-40-47151-26-0 | 16 grudnia 2014      | ISBN 978-83-64508-20-2 |
| 5  | 23 kwietnia 2009     | ISBN 978-40-47152-07-6 | 27 lutego 2015       | ISBN 978-83-64508-21-9 |
| 6  | 22 sierpnia 2009     | ISBN 978-40-47152-79-3 | 27 kwietnia 2015     | ISBN 978-83-64508-22-6 |
| 7  | 22 stycznia 2010     | ISBN 978-40-47153-65-3 | 26 czerwca 2015      | ISBN 978-83-64508-23-3 |
| 8  | 24 sierpnia 2010     | ISBN 978-40-47155-06-0 | 27 sierpnia 2015     | ISBN 978-83-64508-24-0 |
| 9  | 24 marca 2011        | ISBN 978-40-47156-52-4 | 27 października 2015 | ISBN 978-83-64508-25-7 |
| 10 | 24 maja 2011         | ISBN 978-40-47156-99-9 | 14 grudnia 2015      | ISBN 978-83-64508-26-4 |
| 11 | 22 października 2011 | ISBN 978-40-47158-02-3 | 26 lutego 2016       | ISBN 978-83-64508-27-1 |
| 12 | 22 maja 2013         | ISBN 978-40-41207-30-7 | 27 kwietnia 2016     | ISBN 978-83-64508-28-8 |
| 13 | 21 sierpnia 2013     | ISBN 978-40-41207-77-2 | 25 czerwca 2016      | ISBN 978-83-64508-29-5 |

## Anime
30 lipca 2009 roku ogłoszono rozpoczęcie produkcji anime na podstawie mangi. Produkcją zajęło się studio Manglobe.
| N/o | Tytuł                                                                                        | Premiera         |
| --- | -------------------------------------------------------------------------------------------- | ---------------- |
| 1   | Shikeishū (死刑囚)                                                                           | 17 kwietnia 2011 |
| 2   | Kaidokuzai (Candy) Kaidokuzai (kyandi) (解毒剤 (キャンディ))                                 | 24 kwietnia 2011 |
| 3   | G-tō (G棟)                                                                                   | 1 maja 2011      |
| 4   | Kurō kurō (クロウ・クロウ)                                                                   | 8 maja 2011      |
| 5   | Shi niku-sai (Carnival Corpse) Shi niku-sai (kānibaru kōpusu) (死肉祭(カーニバル・コープス)) | 15 maja 2011     |
| 6   | Hummingbird Hamingu bādo (ハミング・バード)                                                  | 22 maja 2011     |
| 7   | Genzai (Wretched Egg) Genzai (rechiddo eggu) (原罪(レチッド・エッグ))                        | 29 maja 2011     |
| 8   | Jiyū no kusari (Scar Chain) Jiyū no kusari (sukāchein) (自由の鎖(スカーチェイン))            | 5 czerwca 2011   |
| 9   | Sankasokushinzai (Worm Eater) Sankasokushinzai (wāmuītā) (酸化促進剤(ワームイーター))        | 12 czerwca 2011  |
| 10  | Hakamori (Undertaker) Hakamori (andāteikā) (墓守(アンダーテイカー))                          | 19 czerwca 2011  |
| 11  | Zetsubō no GIG (絶望のGIG)                                                                   | 26 czerwca 2011  |
| 12  | Kyūsai (Grateful Dead) Kyūsai (gureitofurudeddo) (救済(グレイトフルデッド))                  | 3 lipca 2011     |

### OVA
Dodatkowo wyprodukowano także odcinek OVA, który został dołączony do wydania 11. tomu mangi.
| N/o | Tytuł                              | Premiera            |
| --- | ---------------------------------- | ------------------- |
| OVA | Akai naifu tsukai (赤いナイフ使い) | 6 października 2011 |

### Muzyka
Czołówką serii został utwór „One Reason” zespołów Deadman Wonder Band (DWB) i Fade. Utwór ten został wydany jako singiel 27 kwietnia 2011 roku. Ending, zatytułowany „Shiny Shiny”, wykonywany przez Deadman Wonder Band i Nirgilis również został wydany jako singiel 27 kwietnia 2011 roku. 
Wydano także cztery albumy, na których zawarto tzw. character songs. Kolejne utwory śpiewane są przez aktorów podkładających głosy Gancie, Shiro, Genkaku i Minatsuki.

## Wpływy w kulturze
Kostium Shiro jest dostępny w grze Lollipop Chainsaw. Może on zostać on odblokowany w trakcie gry za monety.